# Dizangué
Dizangué är en ort i Kamerun.   Den ligger i regionen Kustregionen, i den sydvästra delen av landet, 170 km väster om huvudstaden Yaoundé. Dizangué ligger 61 meter över havet och antalet invånare är 19 243.
Terrängen runt Dizangué är huvudsakligen platt. Dizangué ligger uppe på en höjd. Trakten runt Dizangué är ganska glesbefolkad, med 42 invånare per kvadratkilometer. Närmaste större samhälle är Edéa, 17,0 km öster om Dizangué. Trakten runt Dizangué består huvudsakligen av våtmarker.